# Jesza Poszony
Jesza Poszony (pl. y hu. - Imre Pozsonyi) - fue un entrenador húngaro del Fútbol Club Barcelona y el tercero en ocupar dicho cargo. Entrenó al club catalán de 1924 a 1925 y obtuvo para la entidad los dos títulos en juego de aquella temporada, el 13º Campeonato de Cataluña y la 6ª Copa de España. La final de Copa se disputó en Sevilla el 10 de mayo de 1925 ante el Arenas de Guetxo. El resultado fue de 2-0 para el equipo azulgrana.
Durante el tiempo que dirigió al equipo, el club conmemoró los actos de sus primeros 25 años de existencia y fue testigo como el Campo de Les Corts era clausurado por 3 meses a consecuencia de los silbidos de la afición culé hacia las notas de la Marcha Real en un partido homenaje al Orfeó Català, situación que conllevaría la posterior salida forzosa de la presidencia a Hans Gamper.
A pesar de su éxito abrumador decidió volver a su estimada Hungría natal, aunque después regresaría para permanecer ligado al club varias campañas más en las que se encargó de los segundos y terceros equipos.

## Palmarés con el FC Barcelona
- Debut como entrenador: 07-09-1924 (Barcelona 3-0 Moravska, amistoso)
- Partidos dirigidos: 47
- Partidos ganados: 30
- Partidos empatados: 9
- Partidos perdidos: 8

- Copa de España: 1
  - 1924-25
- Campeonato de Cataluña: 1:
  - 1924-25

| Predecesor: William Alfred Spouncer | Entrenador del FC Barcelona 1924 | Sucesor: Ralph Kirby |

- Datos: Q785184
- Multimedia: Imre Pozsonyi / Q785184